# 甲
甲（こう、きのえ）は、十干の1番目である。
陰陽五行説では木性の陽に割り当てられており、ここから日本では「きのえ」（木の兄）ともいう。

## 概要
- 「甲」という漢字の起源についてはこれまで様々な提案がなされてきたが定説は無い[1]。十干の一番目を指す単語に用いるのは仮借による。
- 十干を順位づけに使った場合には、甲は1番目の意味となる。また、分類の名称として「甲類」「甲種」などと言うことがあるが、これは必ずしも順位を示すものではない。
- 西暦年の下一桁が4の年が甲の年となる。なお、年を表す時の別名は閼逢（閼蓬、焉逢とも）[2]。
- 中国語の化合物命名法では、メタン、メチル基など、炭素を1つ含む化合物や官能基に付けられる。
- 反対側は、己（つちのと）。
- 恵方は、東北東やや東（75度）。

## 甲を含む干支
- 甲子
- 甲戌
- 甲申
- 甲午
- 甲辰
- 甲寅